# Soupisky hokejových reprezentací na MS 2007
Mistrovství světa v ledním hokeji 2007 se zúčastnilo 393 hráčů v 16 národních týmech.

## Medailisté

### Soupiska kanadského týmu
- Trenéři Andy Murray, Michael Johnston, Gerard Gallant

| Brankáři | Chris Mason      | Nashville Predators         |
|          | Dwayne Roloson   | Edmonton Oilers             |
|          | Cam Ward         | Carolina Hurricanes         |
| Obránci  | Eric Brewer      | St. Louis Blues             |
|          | Mike Commodore   | Carolina Hurricanes         |
|          | Dan Hamhuis      | Nashville Predators         |
|          | Barret Jackman   | St. Louis Blues             |
|          | Cory Murphy      | HIFK Hockey                 |
|          | Dion Phaneuf     | Calgary Flames              |
|          | Nick Schultz     | Minnesota Wild              |
|          | Shea Weber       | Nashville Predators         |
| Útočníci | Colby Armstrong  | Pittsburgh Penguins         |
|          | Mike Cammalleri  | Los Angeles Kings           |
|          | Shane Doan –     | Phoenix Coyotes             |
|          | Jason Chimera    | Columbus Blue Jackets       |
|          | Matthew Lombardi | Calgary Flames              |
|          | Jamal Mayers     | St. Louis Blues             |
|          | Jay McClement    | St. Louis Blues             |
|          | Rick Nash        | Columbus Blue Jackets       |
|          | Eric Staal       | Carolina Hurricanes         |
|          | Jordan Staal     | Pittsburgh Penguins         |
|          | Jonathan Toews   | North Dakota Fighting Sioux |
|          | Justin Williams  | Carolina Hurricanes         |

### Soupiska finského týmu
- Trenéři Erkka Westerlund, Hannu Virta, Risto Dufa

| Brankáři | Sinuhe Wallinheimo   | JYP Jyväskylä         |
|          | Fredrik Norrena      | Columbus Blue Jackets |
|          | Kari Lehtonen        | Atlanta Thrashers     |
| Obránci  | Aki Berg             | TPS Turku             |
|          | Ville Koistinen      | Milwaukee Admirals    |
|          | Lasse Kukkonen       | Philadelphia Flyers   |
|          | Jukka-Pekka Laamanen | Oulun Kärpät          |
|          | Tuukka Mantyla       | Tappara Tampere       |
|          | Petteri Nummelin     | Minnesota Wild        |
|          | Pekka Saravo         | Luleå HF              |
|          | Toni Soderholm       | SC Bern               |
| Útočníci | Sean Bergenheim      | Frölunda HC           |
|          | Jukka Hentunen       | HC Lugano             |
|          | Tomi Kallio          | Frölunda HC           |
|          | Niko Kapanen         | Phoenix Coyotes       |
|          | Mikko Koivu          | Minnesota Wild        |
|          | Petri Kontiola       | Tappara Tampere       |
|          | Jere Lehtinen        | Dallas Stars          |
|          | Antti Miettinen      | Dallas Stars          |
|          | Timo Parssinen       | Timrå IK              |
|          | Ville Peltonen –     | Florida Panthers      |
|          | Mika Pyorala         | Oulun Kärpät          |
|          | Jarkko Ruutu         | Pittsburgh Penguins   |
|          | Tuomo Ruutu          | Chicago Blackhawks    |
|          | Jari Viuhkola        | Oulun Kärpät          |

### Soupiska ruského týmu
- Trenéři Vjačeslav Bykov, Igor Zakharin, Sergei Němčinov

| Brankáři | Konstantin Barulin  | Atlant Mytišči         |
|          | Alexandr Jeremenko  | Ak Bars Kazaň          |
|          | Vasilij Košečkin    | HK Lada Toljatti       |
| Obránci  | Vitalij Aťušov      | Metallurg Magnitogorsk |
|          | Alexej Jemelin      | HK Lada Toljatti       |
|          | Sergej Gončar       | Pittsburgh Penguins    |
|          | Denis Grebeškov     | Lokomotiv Jaroslavl    |
|          | Maxim Kondratěv     | HK Lada Toljatti       |
|          | Konstantin Kornějev | CSKA Moskva            |
|          | Andrej Markov       | Montreal Canadiens     |
|          | Ilja Nikulin        | Ak Bars Kazaň          |
|          | Vitalij Proškin     | Ak Bars Kazaň          |
| Útočníci | Sergej Brylin       | New Jersey Devils      |
|          | Alexandr Frolov     | Los Angeles Kings      |
|          | Alexandr Charitonov | HK Dynamo Moskva       |
|          | Ilja Kovalčuk       | Atlanta Thrashers      |
|          | Nikolaj Kuljomin    | Metallurg Magnitogorsk |
|          | Jevgenij Malkin     | Pittsburgh Penguins    |
|          | Alexej Morozov      | Ak Bars Kazaň          |
|          | Ivan Něprjajev      | Lokomotiv Jaroslavl    |
|          | Alexandr Ovečkin    | Washington Capitals    |
|          | Alexandr Radulov    | Nashville Predators    |
|          | Pjotr Ščastlivyj –  | Atlant Mytišči         |
|          | Danis Zaripov       | Ak Bars Kazaň          |
|          | Sergej Zinovjev     | Ak Bars Kazaň          |

### Soupiska švédského týmu
Trenéři Bengt-Ake Gustafsson, Jan Karlsson, Tommy Samuelsson
| Brankáři | Johan Backlund    | Timrå IK            |
|          | Daniel Henriksson | Färjestad BK        |
| Obránci  | Tobias Enström    | MODO Hockey         |
|          | Anton Strålman    | Timrå IK            |
|          | Magnus Johansson  | Linköpings HC       |
|          | Per Hållberg      | EV Zug              |
|          | Dick Tärnström A  | HC Lugano           |
|          | Kenny Jönsson –   | Rögle BK            |
|          | Johan Åkerman     | HV 71 Jonkoping     |
| Útočníci | Patric Hörnqvist  | Djurgårdens IF      |
|          | Tony Mårtensson   | Linköpings HC       |
|          | Alexander Steen   | Toronto Maple Leafs |
|          | Rickard Wallin    | HC Lugano           |
|          | Jonathan Hedström | Timrå IK            |
|          | Nicklas Bäckström | Brynäs IF           |
|          | Martin Thörnberg  | HV 71 Jonkoping     |
|          | Fredrik Bremberg  | Djurgårdens IF      |
|          | Fredrik Emvall    | Linköpings HC       |
|          | Jörgen Jönsson A  | Färjestad BK        |
|          | Johan Davidsson   | HV 71 Jonkoping     |
|          | Fredrik Varg      | Timrå IK            |

### Soupiska amerického týmu
Trenéři Mike Sullivan, Barry Smith, David Quinn
| Brankáři | Jason Bacashihua  | St. Louis Blues         |
|          | John Grahame      | Carolina Hurricanes     |
|          | Cory Schneider    | Boston College          |
| Obránci  | Andrew Alberts    | Boston Bruins           |
|          | Keith Ballard     | Phoenix Coyotes         |
|          | Matt Greene       | Edmonton Oilers         |
|          | Andrew Hutchinson | Carolina Hurricanes     |
|          | Erik Johnson      | University of Minnesota |
|          | Brian Pothier     | Washington Capitals     |
|          | Ryan Suter        | Nashville Predators     |
| Útočníci | Tyler Arnason     | Colorado Avalanche      |
|          | David Backes      | St. Louis Blues         |
|          | Brandon Bochenski | Boston Bruins           |
|          | Ryan Callahan     | New York Rangers        |
|          | Chris Clark –     | Washington Capitals     |
|          | Erik Cole         | Carolina Hurricanes     |
|          | Nate Davis        | Miami-Ohio Univ.        |
|          | Adam Hall         | Minnesota Wild          |
|          | Jack Johnson      | Los Angeles Kings       |
|          | Phil Kessel       | Boston Bruins           |
|          | Chad Larose       | Carolina Hurricanes     |
|          | Zach Parise       | New Jersey Devils       |
|          | Tobias Petersen   | Edmonton Oilers         |
|          | Paul Stastny      | Colorado Avalanche      |
|          | Lee Stempniak     | St. Louis Blues         |

### Soupiska slovenského týmu
Trenéři Július Šupler, Miroslav Miklošovič, Zdeno Cíger
| Brankáři | Jaroslav Halák     | Montreal Canadiens         |
|          | Karol Križan       | MODO Hockey                |
|          | Branislav Konrád   | HK Ardo Nitra              |
| Obránci  | Milan Jurčina      | Washington Capitals        |
|          | Tomáš Harant       | Lowell Devils              |
|          | Zdeno Chára        | Boston Bruins              |
|          | Peter Podhradský   | Frankfurt Lions            |
|          | Tomáš Starosta     | CHK Neftěchimik Nižněkamsk |
|          | Martin Štrbák      | CSKA Moskva                |
|          | Richard Stehlík    | HC Sparta Praha            |
|          | Dominik Graňák     | HC Slavia Praha            |
| Útočníci | Marián Hossa       | Atlanta Thrashers          |
|          | Pavol Demitra      | Minnesota Wild             |
|          | Marián Gáborík     | Minnesota Wild             |
|          | Miroslav Šatan –   | New York Islanders         |
|          | Richard Kapuš      | Metallurg Novokuzněck      |
|          | Marek Uram         | HC Slovan Bratislava       |
|          | Branko Radivojevič | Minnesota Wild             |
|          | Roman Kukumberg    | HC Slovan Bratislava       |
|          | Radovan Somík      | Severstal Čerepovec        |
|          | Ivan Čiernik       | Kölner Haie                |
|          | Miroslav Kováčik   | HK Sibir Novosibirsk       |
|          | Tomáš Surový       | Luleå HF                   |
|          | Tibor Melichárek   | HK Dukla Trenčín           |
|          | Andrej Podkonický  | Bílí Tygři Liberec         |

### Soupiska českého týmu
Trenéři Alois Hadamczik, Josef Paleček, František Musil
| Brankáři | Roman Čechmánek   | HC Oceláři Třinec      |
|          | Adam Svoboda      | HC Slavia Praha        |
|          | Marek Pinc        | EHC Biel               |
| Obránci  | Rostislav Klesla  | Columbus Blue Jackets  |
|          | Radek Hamr        | EHC Kloten             |
|          | Jan Platil        | CSKA Moskva            |
|          | Ladislav Šmíd     | Edmonton Oilers        |
|          | Zbyněk Michálek   | Phoenix Coyotes        |
|          | Michal Barinka    | SC Bern                |
|          | Petr Čáslava      | HC Pardubice           |
|          | Marek Židlický    | Nashville Predators    |
| Útočníci | Petr Sýkora       | HC Pardubice           |
|          | Tomáš Rolinek     | HC Pardubice           |
|          | Petr Hubáček      | SC Bern                |
|          | Zbyněk Irgl       | HC Davos               |
|          | Jaroslav Hlinka   | HC Sparta Praha        |
|          | Jaroslav Bednář   | HC Slavia Praha        |
|          | Jiří Novotný      | Washington Capitals    |
|          | Jaroslav Balaštík | HV71                   |
|          | Petr Tenkrát      | Boston Bruins          |
|          | Jan Marek         | Metallurg Magnitogorsk |
|          | David Výborný –   | Columbus Blue Jackets  |
|          | Rostislav Olesz   | Florida Panthers       |
|          | Tomáš Plekanec    | Montreal Canadiens     |
|          | Petr Čajánek      | St. Louis Blues        |